# Max Decugis
Maxime Omer Decugis (tudi Décugis), francoski tenisač, * 24. september 1882, Pariz, Francija, † 6. september 1978, Biot, Alpes-Maritimes, Francija.
Decugis je osemkrat osvojil Amatersko prvenstvo Francije med posamezniki, v letih 1903, 1904, 1907, 1908, 1909, 1912, 1913, 1914, ter še štirinajstkrat v konkurenci moških dvojic in sedemkrat mešanih dvojic. Na turnirju za Prvenstvo Anglije se je med posamezniki dvakrat uvrstil v polfinale, v konkurenci moških dvojic pa je zmagal leta 1911. Trikrat je nastopil na olimpijskih igrah, v letih 1900 v Parizu, 1906 v Atenah in 1920 v Antwerpnu, iger leta 1906 Mednarodni olimpijski komite kasneje ni priznal. Osvojil je šest medalj, med posamezniki leta 1906 zlato, med moškimi dvojicami leta 1906 zlato, leta 1900 srebrno in 1920 bronasto ter med mešanimi dvojicami zlato v letih 1906 in 1920. Zlato na igrah leta 1906 v mešanih dvojicah je osvojil z ženo Marie Decugis.